# Амиров, Александр Шахназарович
Александр Шахназарович Амиров (17 июня 1934 — 26 января 2023) — советский и российский тренер, мастер спорта СССР по самбо, судья всесоюзной категории, Заслуженный тренер РСФСР, Заслуженный учитель России, Заслуженный тренер России по самбо.

## Биография
В 1953 году увлёкся самбо. Тренировался под руководством Дмитрия Доманина. Сорок лет проработал преподавателем физкультуры в сварочно-машиностроительном техникуме. Воспитал более 20 мастеров спорта. Несколько лет был тренером по физической подготовке в женском баскетбольном клубе «Волна» (Санкт-Петербург), с которым в сезоне 1999/2000 годов завоевал бронзовую медаль чемпионата России. Попал в автомобильную катастрофу, после которой вынужден был оставить тренерскую деятельность. В 2016 году издал книгу «Приводя себя в движенье».
Умер 26 января 2023 года.

## Известные воспитанники
Среди воспитанников Амирова Заслуженный тренер России по самбо Виктор Горлов, Заслуженный мастер спорта СССР и Заслуженный тренер СССР Александр Абрамов, чемпион мира Михаил Ножилов, победители многих турниров Василий Белов, Валерий Разов, Вадим Руковков, Олег Яковлев и целый ряд других спортсменов.